# 피에르 베지에
피에르 베지에(Pierre Bézier, 본명: Pierre Étienne Bézier, 1910년 9월 1일 – 1999년 11월 25일, [pjɛʁ etjɛn bezje])는 프랑스으l 공학자였으며 입체, 기하학, 물리적 모델링 분야는 물론 곡선 표현 분야, 특히 컴퓨터 지원 설계 및 제조 시스템 분야의 창시자 중 한 명이었다. 르노 출신의 엔지니어로서 수학과 컴퓨팅 도구를 통해 설계와 제조를 컴퓨터 지원 설계와 3차원 모델링으로 전환하는 데 선두주자가 되었다.
베지어는 현재 대부분의 컴퓨터 지원 설계 및 컴퓨터 그래픽 시스템에 사용되는 베지어 곡선과 베지어 표면에 대한 특허를 취득하고 대중화했다.